# Benigno Filomeno de Rojas
Benigno Filomeno de Rojas Ramos (Santiago de los Caballeros, 11 de febrero de 1811-Santo Domingo, 30 de octubre de 1865) fue un abogado y político dominicano quien ocupó varios cargos en el país entre ellos la vicepresidencia. Fue el primer presidente civil de la República Dominicana, pues sus antecesores, desde Pedro Santana hasta Gaspar Polanco, habían sido militares.

## Primeros años
Nació en Santiago de los Caballeros en 1811, siendo hijo de Carlos de Rojas Valerio y María Antonia Ramos Nazario. Se destacó como abogado y político. Por sus conocimientos teóricos y experiencias administrativas adquiridos en Inglaterra y los Estados Unidos, se le tiene como el "Padre de la Economía dominicana". 
En su adolescencia emigró al extranjero junto a sus padres a consecuencia de la ocupación haitiana (1822-1844), residiendo en Inglaterra donde se instruyó. La independencia de los dominicanos lo sorprendió en los Estados Unidos de América, atento a cuento sucedía en el nuevo Estado dominicano y trabajaba en la Legación Inglesa de Washington. Regresó a Santo Domingo en 1846.

## Estancia en República Dominicana
La importancia de los puestos que desempeñó revela que hablaba la lengua inglesa a la perfección y que era un hombre habituado a un estilo de vida, diametralmente opuesto a la sociedad dominicana de esa época que era un conglomerado rural, autárquico y precapitalista, en el cual las relaciones de producción se encontraban en una fase de desarrollo propia, si acaso, del siglo XVII. 
Cuando el sector más conservador y socialmente atrasado de la débil nación, habla asumido la dirección de la vida nacional, el liderato de Pedro Santana se encontraba en el inicio de su largo ascendiente y el general hatero al igual que la camarilla que le apoyaba y rodeaba, vio en el joven santiaguero, un perturbador y agitador del orden establecido. Otros lo consideraban un visionario y un Quijote defensor de la libertad de prensa, de los derechos humanos, y de la profesión de cultos. En un escenario compuesto por hombres que en importante número pensaban igual que Pedro Santana, Benigno Filomeno de Rojas no pudo abrirse camino. Se dedicó al ejercicio de su profesión de abogado y en pocos años llegó a ser la figura más notable de los tribunales del Cibao, sindicado por las autoridades como enemigo de los santanistas a quienes había rehusado cargos en el Gabinete.

## Como político

Busto de Benigno Filomeno de Rojas en el Parque Independencia de Santo Domingo

Llegó a ocupar una Secretaría de Estado en el gobierno provisional y presidió el Congreso Constituyente, reunido en Moca, que concluyó en 1858 con la proclamación de una nueva constitución y la elección de Desiderio Valverde como presidente y Benigno Filomeno de Rojas como vicepresidente. Al fracasar la revolución, Rojas emigró a los Estados Unidos de América, regresando tiempo después acogiéndose a una amnistía del gobierno de Pedro Santana, para dedicarse a su profesión de abogado. Proclamada la anexión a España (1861), la aceptó como necesidad y conveniencia, pero el 16 de agosto de 1863, cuando se inició la guerra restauradora, se adhirió a la causa de la patria y en el gobierno provisional de los patriotas constituido el 14 de septiembre, le correspondió acompañar al presidente Salcedo como vicepresidente, y cuando Gaspar Polanco fue derrocado en 1865, asumió la dirección del Poder Ejecutivo como presidente de la Junta de Gobierno. Elegido Pedro Antonio Pimentel presidente de la República, Rojas ocupó nuevamente la vicepresidencia. En esa condición viajó a la ciudad de Santo Domingo junto a Stanley Heneken en misión especial relacionada con el pronunciamiento de José María Cabral contra el presidente Pimentel, en agosto de 1865..

## Últimos días y muerte
Tan pronto llegaron a la puerta de la Capital, tras un fingido buen recibimiento fueron encarcelados e incomunicados y en el curso de un par de meses murieron ambos. Su muerte quedó envuelta en la penumbra de una conspiración bien planificada, se dijo que murió de tisis y que tenía 45 años, en 1865.